# Львівський державний драматичний театр імені Лесі Українки (1939—1941)
Львівський державний драматичний театр імені Лесі Українки — театр, створений на початку жовтня 1939 року як Львівський державний український театр імені Т. Г. Шевченка внаслідок об'єднання пересувного українського театру ім. І. Котляревського (керівник Володимир Блавацький) та театру «Артистичне Турне» (керівник Йосип Стадник).

## Загальні відомості
Зокрема, зі складу театру ім. І. Котляревського до нового театру ввійшли Іван Рубчак, Леся Кривицька, Олена Бенцалева, Богдан Паздрій, Олександр Яковлів, Марія Слюзарівна, Леонід Боровик, Ганна Совачева, Марія Степова й інші.
Художним керівником нового театру став Володимир Блавацький. Йосип Стадник став заступником директора театру.
На організацію театру було виділено 60 000 злотих.
Театр одержав приміщення Львівського Великого театру (зараз Львівський академічний театр опери та балету ім. С.Крушельницької), яке він ділив з польським драматичним театром. У березні 1940 театру передали приміщення колишнього кінотеатру «Атлантик» (нині це приміщення Національного драмтеатру ім. М.Заньковецької). Театр переселився туди восени 1940 року (після капітального ремонту).
Першими постановками театру (жовтень 1939) були «Хмара» Олексія Суходольського і «Запорожець за Дунаєм» Петра Гулак-Артемовського.
19 грудня 1939 — підписано Постанову Ради Народних Комісарів УРСР про заснування у Львові 5 державних театрів, зокрема, Львівського державного драматичного українського театру.
Указом Президії Верховної Ради УРСР від 8 січня 1940 театру було надано ім'я Лесі Українки.
Репертуар: Іван Франко «Украдене щастя», Петро Гулак-Артемовський «Запорожець за Дунаєм», Олексій Суходольський «Хмара», Михайло Старицький «Ой, не ходи, Грицю, та й на вечорниці», Леся Українка «Лісова пісня», Олександр Корнійчук «Платон Кречет» і «Богдан Хмельницький», Максим Горький «Васса Железнова», Олександр Островський «Безприданниця», Костантин Треньов «Любов Ярова», Тірсо де Моліна «Дон Хіль — зелені штани».
Актори: Іван Рубчак, Леся Кривицька, Володимир Блавацький, Стефанія Стадниківна, Марія Степова-Карпяк, Олена Бенцалева, Ярослав Геляс, Петро Сорока, Віра Левицька, Богдан Паздрій, Олександр Яковлів, Олена Бенцалева, Іван Гірняк, Ганна Совачева, Ніна Лужницька, Ярослав Рудакевич, Іван Самокишин, Іван Кудла, Леонід Боровик, Марія Слюзарівна.
Режисери: Йосип Стадник, Володимир Блавацький.
Художники: Ярослав Гавран, С. Цегельський.
Театр припинив існування у червні 1941 (через початок радянсько-німецької війни 1941—1945), а після 1944 не відновив своєї діяльності у Львові (більшість творчого персоналу емігрували на Захід). Замість нього до Львова прибув драматичний театр імені М .Заньковецької.